# Sarah Cohen-Boulakia
Sarah Cohen-Boulakia, née en 1980, est une professeure des universités française en informatique, bioinformaticienne et spécialiste de science des données.

## Biographie
Née en 1980, Sarah Cohen-Boulakia s'intéresse à la génétique dès son adolescence, en faisant son stage de troisième au Genoscope. Après un baccalauréat scientifique, elle commence une licence de mathématiques et d'informatique à l'université Paris-Sud.
Elle soutient en 2005, à l'université Paris-Sud, sa thèse de doctorat en informatique préparée au LRI sous la direction de Christine Froidevaux, avant de partir pour un contrat post-doctoral de deux ans à l'université de Pennsylvanie, pendant lequel elle a une fille. Elle travaille en particulier sur les workflows informatiques dans le domaine de la bioinformatique, en étudiant des questions de sources de données et de workflows scientifiques, qui ont des implications en matière de reproductibilité de la recherche.
Devenue, en 2007, maîtresse de conférences à l'université Paris-Sud, elle coordonne en 2013 un partenariat Hubert Curien Procope, projet de recherche avec une équipe de l'Université Humboldt de Berlin, sur le partage et l'optimisation de workflows scientifiques. Elle bénéficie d'une délégation Inria de dix-huit mois pour mener des recherches à l'Institut de Biologie Computationnelle de Montpellier, de 2014 à 2016. Elle soutient en 2015 son habilitation à diriger des recherches intitulée Data Integration in the Life Sciences: Scientific Workflows, Provenance, and Ranking.
Elle devient en 2017 professeure des universités en informatique. Elle dirige le groupement de recherche MaDICS (Masses de Données, Informations et Connaissances en Sciences) du CNRS, de 2019 à 2023. Devenue en 2019 membre du bureau de l'institut DataIA, responsable de la formation de l’université Paris-Saclay, elle en est, en 2023, directrice adjointe sur les aspects formation,. Un portrait lui est consacré dans la bande dessinée Les Décodeuses du numérique, dessinée par Léa Castor, publiée en 2021 par CNRS Éditions,.
Elle coordonne à partir de 2023 le projet de recherche ShareFAIR, doté de près d'1,8 million d'euros dans le cadre du programme et équipement prioritaire de recherche Santé Numérique (PEPR SN). Ce projet vise à développer une meilleure standardisation des protocoles et des données de la recherche médicale, afin d'améliorer leur réutilisation.
Elle obtient en 2024 la médaille d'argent du CNRS.